# Lea Ypi
Lea Ypi (Tirana, 8 de septiembre de 1979) es una escritora y académica albanesa.  
Es profesora de teoría política en la London School of Economics  y profesora adjunta de Filosofía en la Research School of Social Sciences de la Universidad Nacional de Australia.   
En 2022 fue nombrada una de las diez mejores pensadoras del mundo por la revista británica Prospect y una de las figuras culturales más importantes por el Frankfurter Allgemeine Zeitung. Su obra ha sido traducida a 30 idiomas.  
Es miembro del jurado del Deutscher Memorial Prize.

## Biografía
Ypi nació en Tirana, es la hija mayor de Xhaferr Ypi y Vjollca Veli que eran ciudadanos relativamente corrientes bajo el régimen comunista pero que más tarde se involucraron en la política democrática albanesa en la infancia tardía de Ypi antes de la guerra civil albanesa en 1997. Creció tanto en la Albania comunista como en la poscomunista, siendo la experiencia de esta transición el tema principal de su libro Free. Coming of Age at the End of History (2021) (en español, Libre. El desafío de crecer en el fin de la historia). Aunque su familia se vio obligada a ser atea bajo el régimen comunista, su familia fue tradicionalmente musulmana (Ypi dice que ahora es agnóstica). Uno de sus bisabuelos paternos, Xhafer Ypi, fue brevemente primer ministro de Albania en la década de 1920 y también presidió por poco tiempo el gobierno albanés después de la ocupación italiana. El abuelo de Ypi fue encarcelado por el gobierno comunista de Albania durante 15 años.

## Educación
Ypi estudió Filosofía y Literatura  en la Universidad Sapienza de Roma. Recibió en 2005 la Maestría en Investigación y en 2008 el doctorado, ambos títulos del Instituto Universitario Europeo. Antes de unirse a la London School of Economics fue investigadora postdoctoral en Nuffield College, Oxford e investigadora en el Instituto Universitario Europeo, donde obtuvo su doctorado.
Ha ocupado puestos de visitante e investigadora en Sciences Po, la Universidad de Frankfurt, el Wissenschaftszentrum de Berlín, la Universidad Nacional de Australia y el Instituto Italiano de Estudios Históricos.
Además de su albanés nativo, Ypi habla inglés, italiano y francés con fluidez y también habla alemán y español.

## Líneas de estudio e investigación
Los intereses de la investigación de Ypi son la teoría política normativa (incluida la teoría democrática, las teorías de la justicia y las cuestiones de migración y derechos territoriales), el pensamiento político de la Ilustración (especialmente Kant), el marxismo y la teoría crítica, así como la historia intelectual de los Balcanes, especialmente su Albania natal.
Su libro Free: Coming of Age at the End of History (Libre: El desafío de crecer en el fin de la historia, publicado en España por Anagrama)  fue preseleccionado para el Premio Baillie Gifford de No Ficción  y el Premio Costa Book de Biografía. Ganó el Premio Ondaatje,  el Premio a la Primera Biografía Slightly Foxed,  y fue la memoria del año del Sunday Times y libro del año para The Guardian,  The New Yorker, The Financial Times, The Times Literary Supplement, The Spectator, New Statesman, The Washington Post, Foreign Affairs y Daily Mail.  En 2022 BBC Radio 4 difundió el libro en su serie Book of the Week.

## Obras
- The Meaning of Partisanship  (El significado del partidismo) (con Jonathan White), Oxford University Press, 2016.
- Global Justice and Avant-Garde Political Agency (Justicia global y agencia política de vanguardia), Oxford University Press, 2012.
- Kant and Colonialism: Historical and Critical Perspectives (Kant y el colonialismo: perspectivas históricas y críticas) (coeditado con Katrin Flikschuh), Oxford University Press, 2014.
- Migration in Political Theory: The Ethics of Movement and Membership (La migración en la teoría política: la ética del movimiento y la membresía) (coeditado con Sarah Fine), Oxford University Press, 2016.
- Free: Coming of Age at the End of History,  Penguin Random House, 2021. (En español: Libre: El desafío de crecer en el fin de la historia. Anagrama. 2023)
- The Architectonic of Reason: Purposiveness and Systematic Unity in Kant's Critique of Pure Reason (La arquitectura de la razón: finalidad y unidad sistemática en la crítica de la razón pura de Kant), Oxford University Press, 2021.